# Ali Said Abdella
Ali Said Abdella, född cirka 1950, död 28 augusti 2005, eritreansk politiker, utrikesminister 2000–2005. 
Abdella var en av ledarna inom Folkfronten för demokrati och rättvisa, under befrielsekampen mot Etiopien.